# عون بن علی
عینالی که عینال–زینال نیز خوانده می‌شود، کوه و آرامگاهی بر فراز رشته‌کوه سرخ رنگ سرخاب در شمال شهر تبریز است. از نظر تاورنیه در سفرنامهٔ خود، پیش از ورود اسلام به ایران در محل کنونی آرامگاه عون ابن علی، آتشکده و عبادتگاهی بوده که پس از اسلام به زیارتگاه تبدیل شده‌است. پس از سدهٔ دهم هجری، یکی از تکایای درویشان نعمت‌الهی در محل فعلی آرامگاه عون بن علی بوده‌است.

## آرامگاه

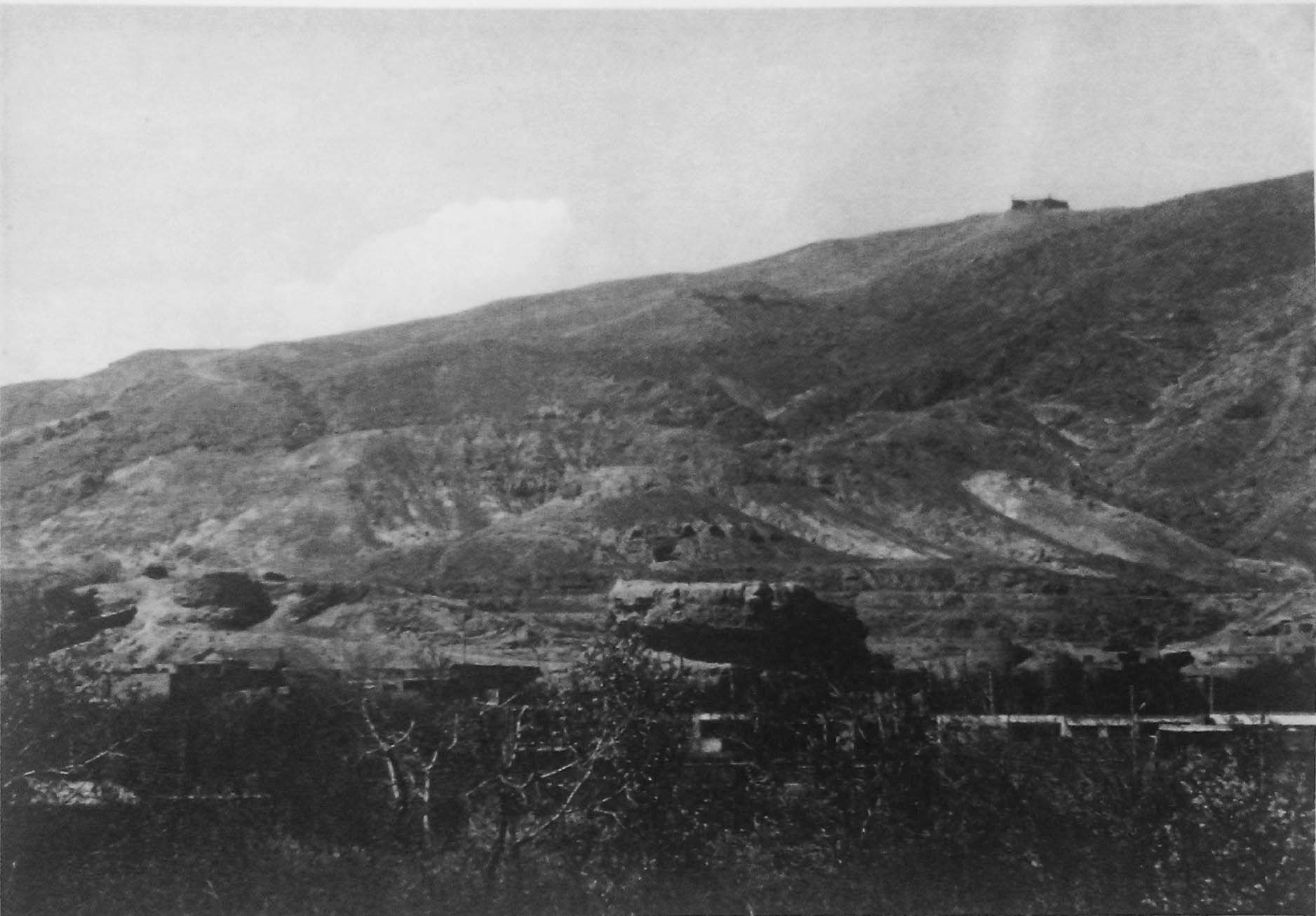
تصویری قدیمی از رشته‌کوه عینالی. بقعه عون بن علی در قله و ربع رشیدی در دامنه آن قابل تشخیص است.

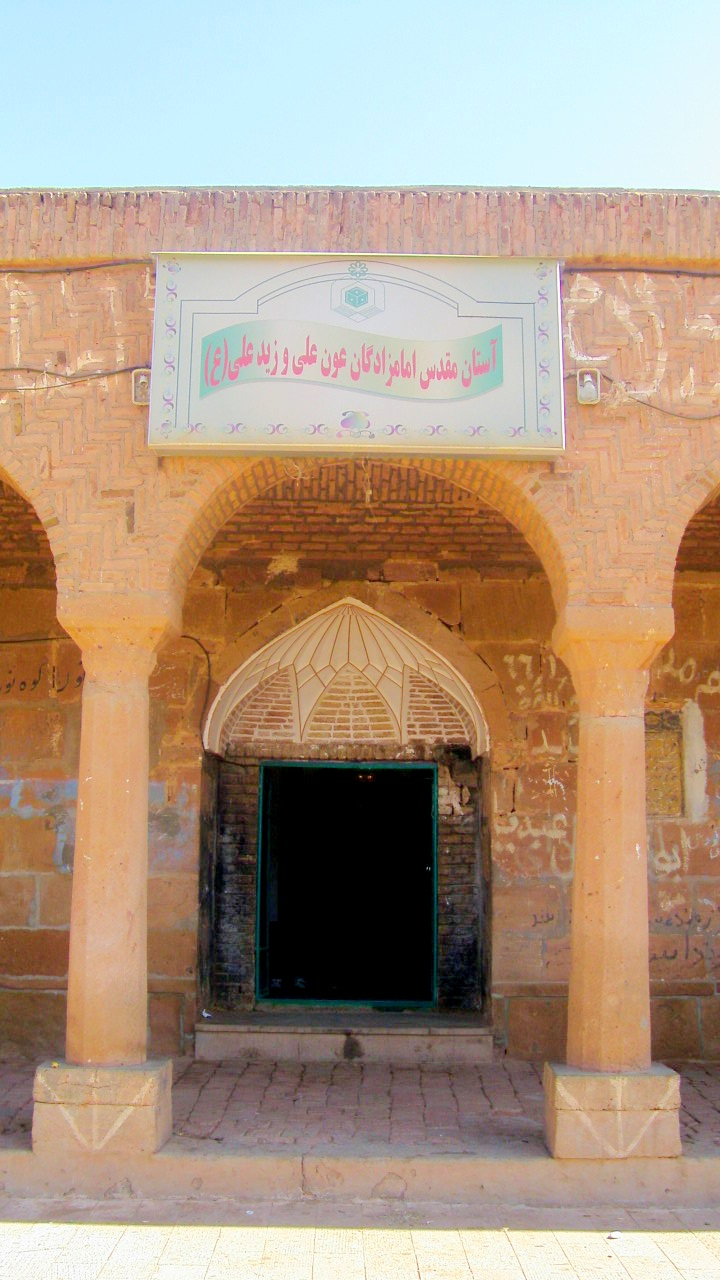
عکس قبل از مرمت آرامگاه عون بن علی.

ژان بابتیست تاورنیه، جهانگرد فرانسوی که در سال ۱۶۳۶ میلادی تبریز را دیده بود، دربارهٔ این کوه چنین نوشته‌است: «در بیرون شهر کوهی است موسوم به «عین علی و زین علی» که سابقاً روی آن آتشکده و کلیسا بوده و مسلمانان آن را تبدیل به مسجد کرده‌اند و یک دیر خرابه هم نزدیک آن مسجد وجود دارد و سردابی هم هست که چند قبر در آن قرار دارد و ستون‌های سنگ مرمر در آنجا انباشته شده و گویند آن مسجد در اصل، مقبره بعضی از پادشاهان ماد بوده‌است.»
آرامگاه عون بن علی و زین بن علی که به «عینالی» و «عینال، زینال» نیز معروف است، از بناهای تاریخی شهر تبریز و مربوط به دورهٔ ایلخانان است. این آرامگاه که بر فراز رشته‌کوه سرخاب بنا شده، به شیوهٔ ایلخانی ساخته شده‌است. بنای آرامگاه از ۹ اتاق، ۶ گنبد، هشتی و ایوان تشکیل یافته و در دورهٔ قاجار برای جلوگیری از تخریب آن، اتاقی در سمت شمال بنا احداث شده‌است.
آرامگاه عون بن علی و زین بن علی تا سدهٔ نهم هجری سالم بوده و در این دوره بر اثر حملهٔ نیروهای امپراتوری عثمانی به‌طور کلی ویران شده‌است. این بنا در دورهٔ شاه عباس یکم ازنو ساخته شد؛ ولی دیری نپایید که زمین‌لرزهٔ سال ۱۱۹۳ هجری آن را به شدت تخریب کرد. در واپسین سال‌های سدهٔ سیزدهم هجری، قهرمان میرزا بنای آرامگاه را مرمت نمود.
براساس منابع و کتب تاریخی از جمله توسط ملا محمد امین حشری تبریزی، در کتاب روضه اطهارو بحرالانساب، دو تن از فرزندان علی بن ابی‌طالب به نام‌های «عون بن علی» و «زید بن علی» در این مکان آرمیده‌اند. این بنا در گذشته بیش‌تر به منظور انجام مراسم‌های مذهبی کاربرد داشته‌است.
از همان زمان تا به امروز، طایفه ویا خاندانی بنام «آقایی لقایی» این محل را اداره می‌نمایند و ادعای رسمی و مستند بر ملکیت این اراضی «واگذاری توسط حاکم وقت» تا «۹۵ هکتار» را در مقابل دولت دارند که در حال حاضر با مخالفت دولت جمهوری اسلامی ایران بنا به اینکه «این اراضی ملی می‌باشند» روبرو شده‌اند.

## یادمان شهدای گمنام

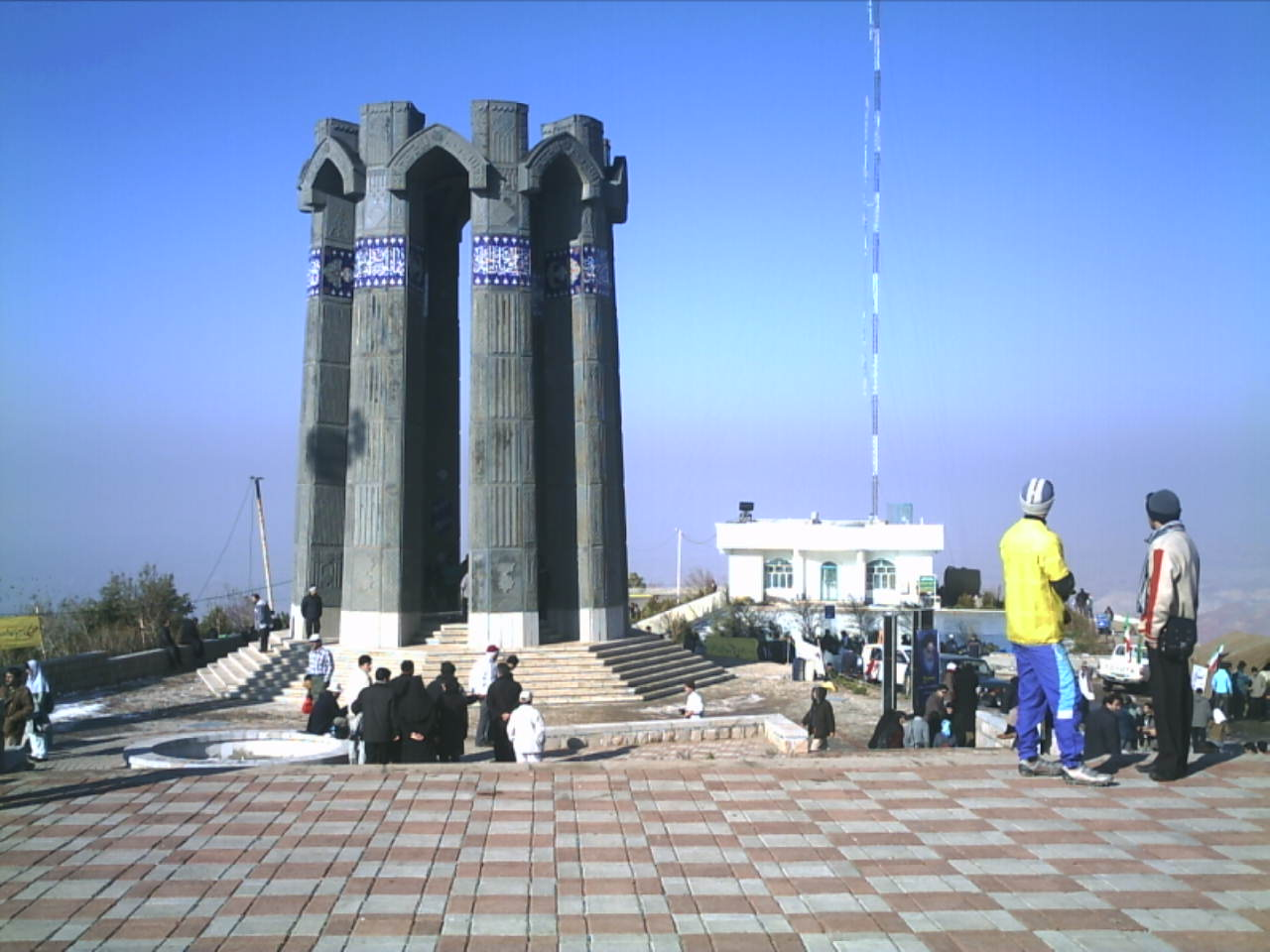
آرامگاه شهدای گمنام درمجاورت مقبره عون ابن علی برفراز کوه عینالی

یادمان ۸ تن از شهیدان گم نام ایرانی جنگ ایران و عراق در کنار آرامگاه عون بن علی و زین بن علی قرار گرفته‌است. بنای این یادمان از سال ۱۳۸۱ خورشیدی آغاز شده و در ۳۰ شهریور ۱۳۸۵ خورشیدی به بهره‌برداری رسیده‌است.
از مشخصات بارز بنای یادمان شهدای گمنام می‌توان به رعایت سبک منطبق بر معماری شهر سنتی تبریز، رعایت سبک آرامگاه‌های ایران، استفاده از شعرهای محمدحسین شهریار، استفاده از نقش‌های اسلامی، استفاده از حرف هشت و قرارگرفتن بنا در امتداد مسیر قبلهٔ وادی‌رحمت اشاره کرد.

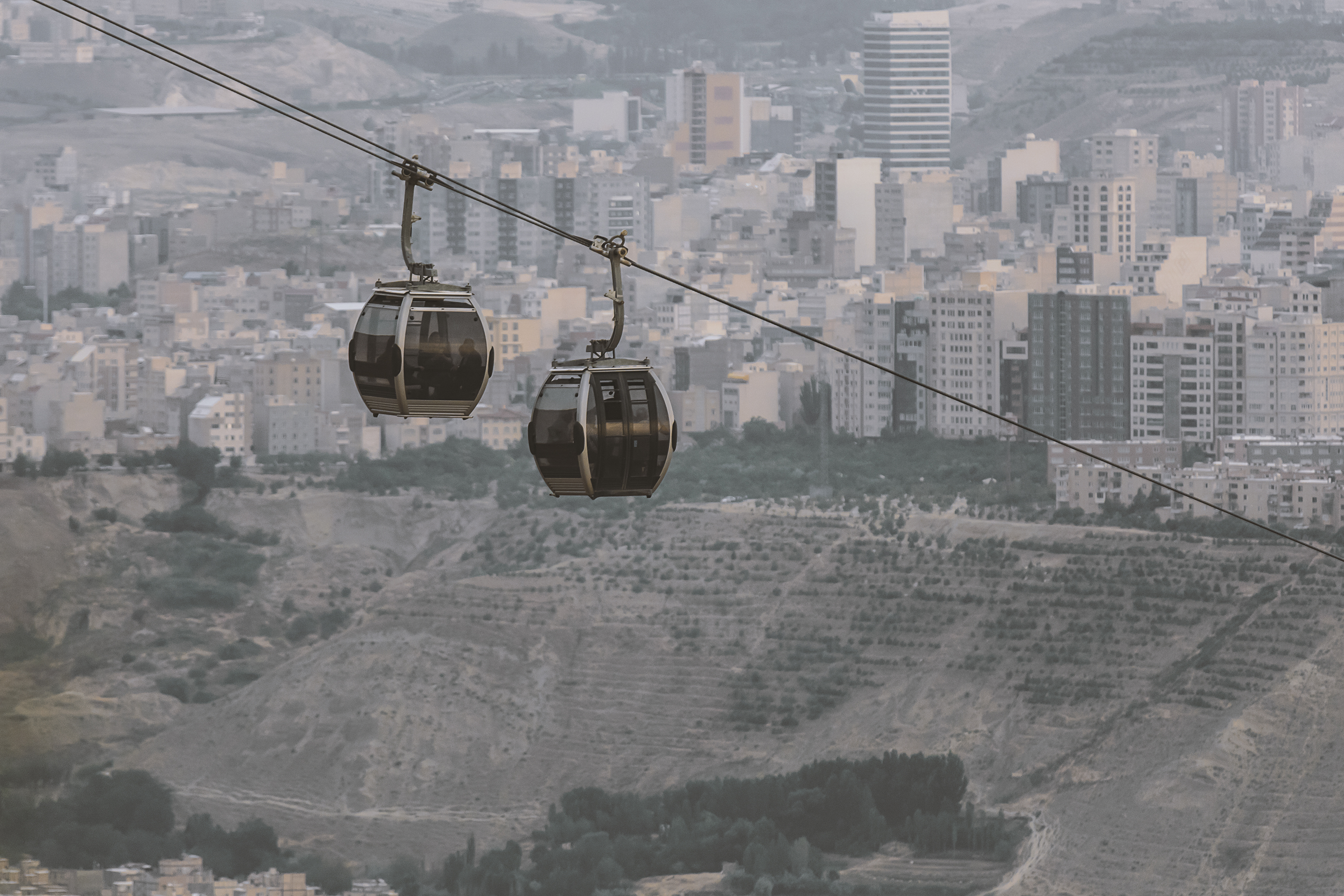
نمایی از تله کابین و خانه ها در تبریز از بالای کوه عون بن علی

## قله‌ها
فهرست قله‌های رشته‌کوه سرخاب:
- قلهٔ دند (ارتفاع: ۲۳۸۱ متر)
- قلهٔ بهلول (ارتفاع: ۲۲۴۰ متر)
- قلهٔ پکه‌چین (ارتفاع: ۱۹۴۵ متر)
- قلهٔ هیلله (ارتفاع: ۱۸۵۰ متر)
- قلهٔ عون بن علی (ارتفاع: ۱۸۰۰ متر)